# Франкфуртский зоопарк
Фра́нкфуртский зоологи́ческий сад (нем. Zoologischer Garten Frankfurt) занимает площадь в 13 гектаров в центре Франкфурта и является одним из самых больших зоопарков Германии.

## История
В начале 1850-х гг. по инициативе жителей города было создано Зоологическое общество. Франкфуртский зоопарк, второй зоопарк в Германии, открылся 1858 году и был построен на пожертвования горожан. Сначала зоопарк располагался на окраине города и поэтому не пользовался популярностью. В феврале 1874 года все звери были перевезены на новое место.
В период Первой мировой войны доходы зоопарка сильно упали и он пришел в упадок. Следует отметить особую роль зоопарка в движении за сохранение исчезающих видов, директор Франкфуртского зоопарка Курт Примель стал первым президентом созданного в 1923 году «Международного Общества по сохранению зубров». Вторая мировая война имела для зоопарка фатальные последствия: массированная бомбардировка союзников в ночь на 18 марта 1944 года уничтожила почти все строения зоопарка и зоологического общества.
1 мая 1945 года директором зоопарка был назначен знаменитый немецкий зоолог Бернард Гржимек. Гржимек приложил немало усилий для воссоздания зоопарка.
Всемирную славу принесли Франкфуртскому зоопарку успешные попытки размножения в неволе всех четырех видов человекообразных обезьян. В павильоне обезьян до настоящего момента появились на свет 100 детенышей гориллы, орангутана, шимпанзе и бонобо. Самые крупные человекообразные обезьяны — равнинные гориллы — живут в вольере, окруженной бронестеклом, что позволяет беспрепятственно наблюдать за обитателями джунглей.